# Olof Larsson
Olof „Olle“ Hindrik Larsson (* 21. Juni 1928 in Torsö; † 13. Januar 1960 in Trollhättan) war ein schwedischer Ruderer.
Olof Larsson vom Roddklubben Three Towns in Kungälv gewann bei den Europameisterschaften 1955 in Gent die Silbermedaille im Vierer mit Steuermann zusammen mit Gösta Eriksson, Ivar Aronsson, Evert Gunnarsson und Steuermann Bertil Göransson hinter den Argentiniern und vor den Finnen. Alle fünf gehörten auch zum schwedischen Achter, der hinter dem Boot aus der Sowjetunion ebenfalls Silber gewann.
Im Jahr darauf traten die fünf Schweden auch bei den Olympischen Spielen 1956 in Melbourne in beiden Bootsklassen an. Im Vierer gewannen sie die Silbermedaille hinter den Italienern und vor den Finnen. Der schwedische Achter belegte den vierten Platz hinter den Booten aus den Vereinigten Staaten, Kanada und Australien.
Olof Larsson starb 1960 bei einem Bootsunfall.